# Auguste Bertini
Pour les articles homonymes, voir Bertini.
Auguste Bertini est un pianiste et compositeur français né le 5 juin 1780 à Lyon et inhumé à Londres le 25 juin 1856.

## Biographie
Benoît Auguste Bertin, dit Bertini, naît le 5 juin 1780 à Lyon,.
Fils de Gabriel Bertin (1746-1819), musicien d'église et auteur de quelques messes et motets, il est le frère aîné (demi-frère) d'Henri Bertini,,.
En 1793, il se rend à Londres comme élève de Muzio Clementi et fait sa première apparition publique comme pianiste lors d'un concert Salomon, le 14 février 1793. À Londres, Bertini rencontre Haydn et lui dédie ses Trois Grandes Sonates op. 1. Jusqu'en 1799, il reste élève de Clementi.
En 1806, il s'installe à Paris. Dans la capitale française, il se fait connaître comme concertiste, auteur de fantaisies, de rondos, et de l'ouvrage Stigmatographie ou l'Art d'écrire avec des points (1812).
En 1817, affecté par le refus du Théâtre Feydeau de monter son opéra Le Prince d'occasion, Bertini quitte Paris. Il se fixe dans un premier temps à Naples, puis enseigne à Amsterdam et à Bruxelles avant de retourner à Londres,.
Dans la capitale anglaise, il fait publier dans les années 1830 une série de 36 Grandes Fantaisies pour piano, dont certaines sont descriptives, à la mode du temps, et d'autres plus originales, présentant notamment des combinaisons inhabituelles des mains, comme une valse à un doigt.
Auguste Bertini est inhumé à Londres le 25 juin 1856.

## Écrits
Auguste Bertini est l'auteur de :
- Stigmatographie, ou L’art d’écrire avec des points, suivie de La mélographie, nouvelle manière de noter la musique (Paris, 1812) ;
- New System for Learning and Acquiring Extraordinary Facility on all Musical Instruments (Londres, 1830, 3/1849/R comme Phonological System [...]) ;
- Bertini's Self-Teaching Catechism of Music for the Piano Forte (Londres, 1855).